# José Casares (futbolista)
José Casares (La Banda, Argentina, 15 de octubre de 1938 -  31 de marzo de 2014, ib.) fue un futbolista argentino. Se desempeñaba como defensor y debutó en la Primera División Argentina en Rosario Central.

## Carrera

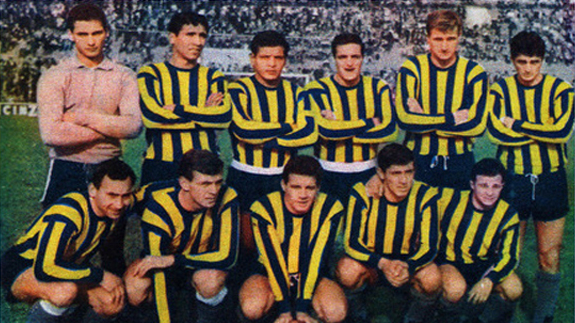
Rosario Central en 1962 Parados: Edgardo Andrada, José Casares, Néstor Cardoso, Juan Biagioli, Norberto Bautista, Gualberto Muggione; hincados: José Carbone, César Menotti, Elio Montaño, Enrique Fernández, Ricardo Giménez.

Sus primeros pasos en el fútbol fueron vistiendo la casaca del Club Atlético Sarmiento de La Banda, su ciudad natal. Fue contratado por Rosario Central en 1960; se destacó por ser un defensor efectivo en los quites, pero sin cometer faltas en exceso, mostrando siempre elegancia en su juego. Hasta 1964 formó dupla de marcadores centrales con Néstor Lucas Cardoso; dejó el club en 1967, dejando paso a buenos valores del club, como Aurelio Pascuttini y Alberto Fanesi. Su estadística en el canalla se resume en 182 partidos jugados en 8 temporadas.
Pasó luego por Gimnasia La Plata, para recalar en 1969 en el fútbol chileno. Primero vistió los colores de Magallanes, mientras que en 1970 lo hizo para Audax Italiano. Retornó a Argentina para jugar los Nacionales 1970 y 1971.
Falleció en Santiago del Estero el 31 de marzo de 2014, tras padecer Alzheimer.

## Clubes
| Club                                  | País      | Año       |
| ------------------------------------- | --------- | --------- |
| Sarmiento (La Banda)                  | Argentina | 1959      |
| Rosario Central                       | Argentina | 1960-1967 |
| Gimnasia y Esgrima La Plata           | Argentina | 1968      |
| Magallanes                            | Chile     | 1969      |
| Audax Italiano                        | Chile     | 1970      |
| Central Córdoba (Santiago del Estero) | Argentina | 1970-1971 |

## Selección Argentina
Fue convocado a principios de la década del '60.